# Hüttensee
Hüttensee är en sjö i Österrike.   Den ligger i förbundslandet Steiermark, i den centrala delen av landet, 210 km väster om huvudstaden Wien. Hüttensee ligger 1 398 meter över havet.
I omgivningarna runt Hüttensee växer i huvudsak blandskog. Runt Hüttensee är det ganska glesbefolkat, med 25 invånare per kvadratkilometer.